# Peixoto

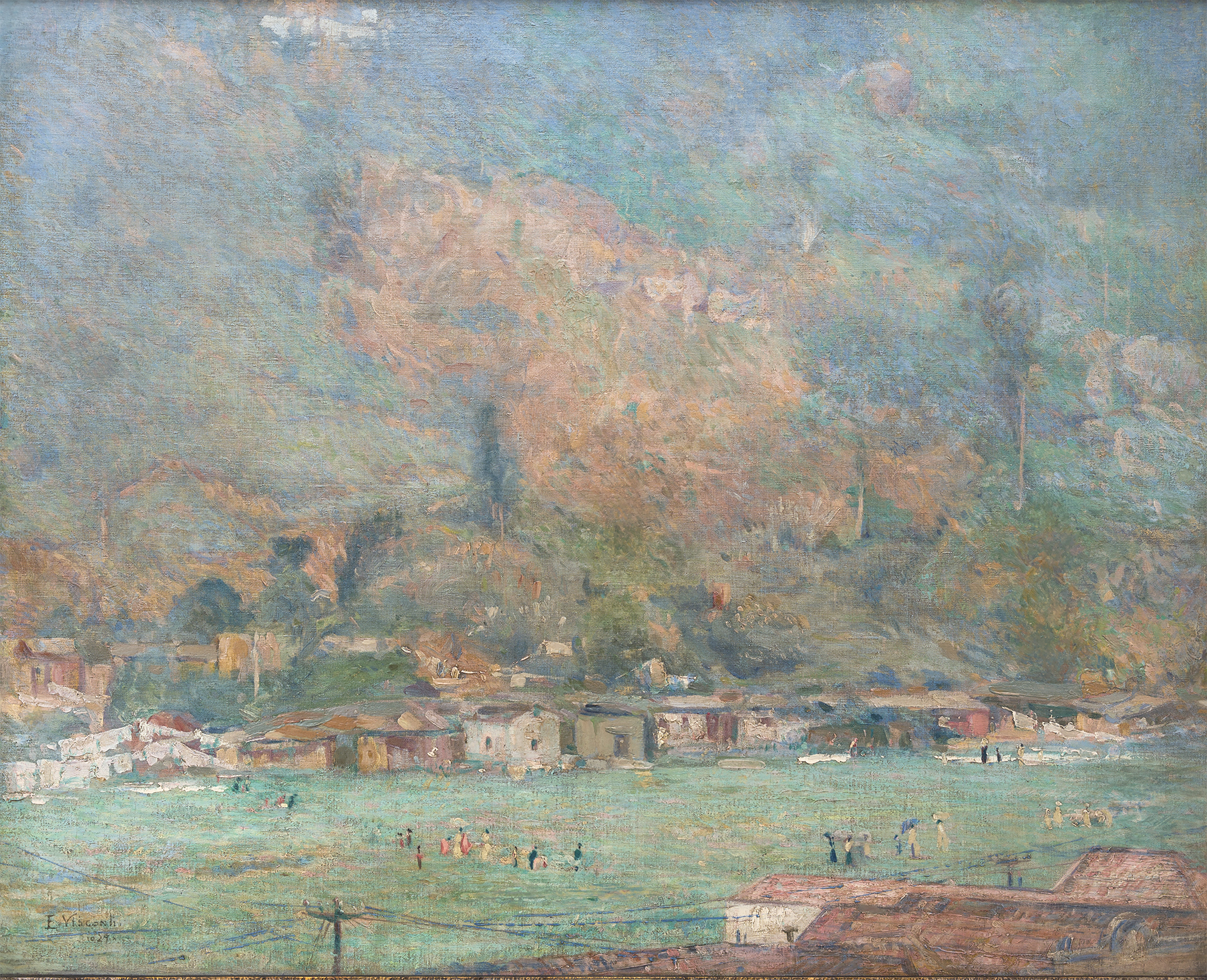
Bairro Peixoto (Eliseu Visconti, 1929)

O Bairro Peixoto é um bairro não oficial da Zona Sul da cidade do Rio de Janeiro, que fica dentro do bairro de Copacabana. 

## História

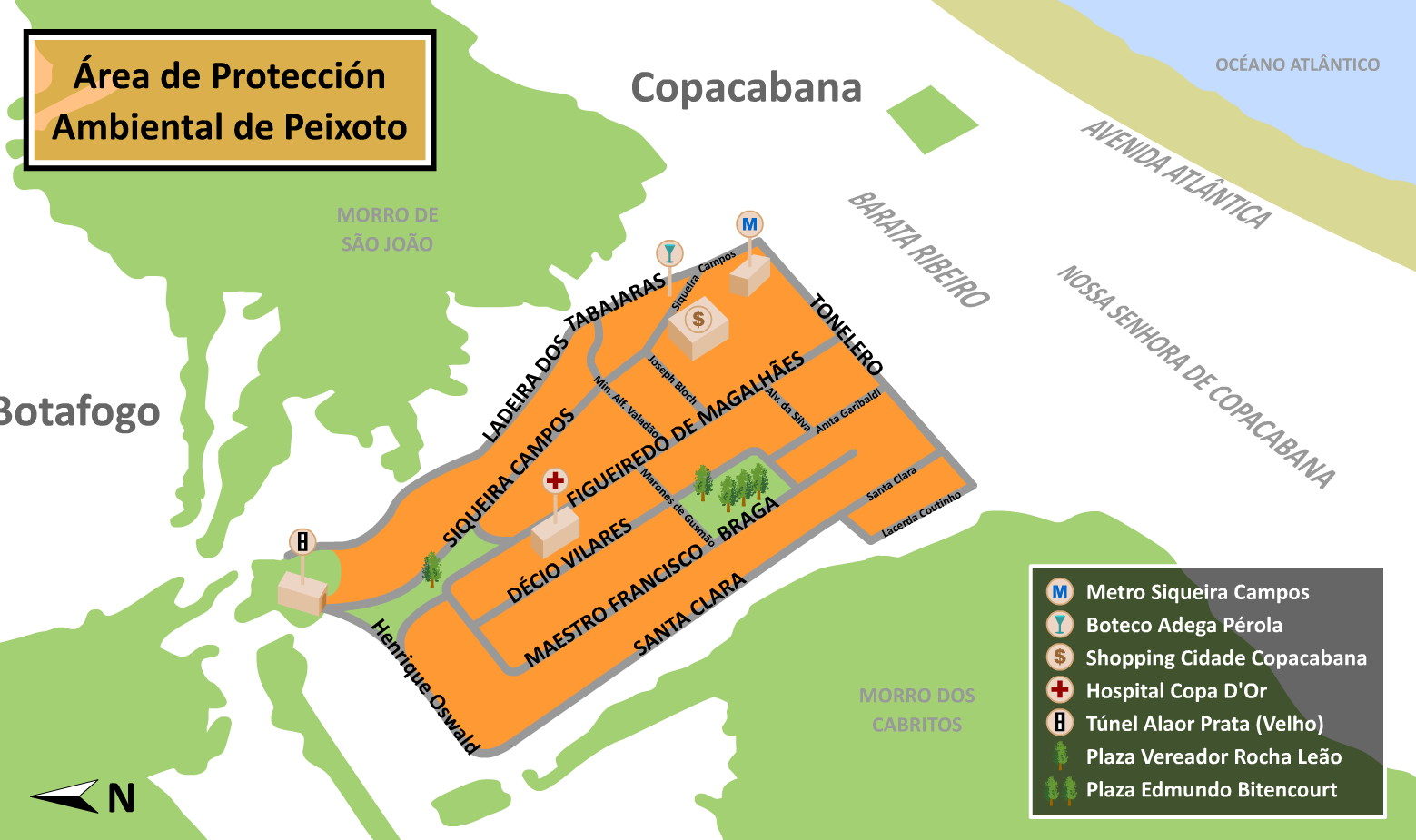
Mapa do Bairro Peixoto

O Bairro Peixoto é um bairro não oficial que fica dentro do bairro de Copacabana e seu coração é formado pelas ruas Tenente Marones de Gusmão, Maestro Francisco Braga, Décio Vilares, Capelão Álvares da Silva, Anita Garibaldi, pelas praças Edmundo Bittencourt e Vereador Rocha Leão. Tem por limites, a Rua Henrique Oswald (acima), que se localiza junto ao Túnel Alaor Prata, à esquerda as ruas Santa Clara e Lacerda Coutinho, à direita a Rua Siqueira Campos e Ladeira Tabajaras (até a Travessa Santa Margarida) e, abaixo, a Rua Tonelero.
Os terrenos do bairro pertenciam à chácara do comerciante português Comendador Paulo Felisberto Peixoto da Fonseca, que chegou ao Brasil em 1875. Sua chácara possuía uma lagoa, um pantanal, árvores frutíferas e um bambuzal entre os morros de São João e dos Cabritos. O Comendador Peixoto não tinha descendentes diretos e deixou, por meio de doação celebrada em 15 de Junho de 1938, todos os terrenos de sua chácara para cinco instituições de caridade: Associação Asilo São Luís para a Velhice Desamparada, Sociedade Portuguesa Caixa de Socorros D. Pedro V, Sociedade Portuguesa de Beneficência do Rio de Janeiro, Casa dos Expostos e Hospital Nossa Senhora das Dores. Como particularidade nesta doação o Comendador Peixoto a condicionou que as construções dentro da área doada não poderiam ultrapassar a altura de três pavimentos, o que foi desvirtuado ao longo dos anos. Mesmo assim, o bairro manteve, em várias ruas, um gabarito muito mais baixo que o predominante no resto do bairro de Copacabana.
Em 1989, a Lei Municipal 1.390 criou a APA do Bairro Peixoto, definindo o tombamento de dezenas de imóveis e determinando que novas construções não podem ultrapassar, em todos seus elementos construtivos, a altura máxima de 15 metros.